# Кудряшово (Вологодская область)
Кудряшово — деревня в Кирилловском районе Вологодской области.
Входит в состав Горицкого сельского поселения, с точки зрения административно-территориального деления — в Горицкий сельсовет.
Расстояние по автодороге до районного центра Кириллова — 12 км, до центра муниципального образования Гориц — 8 км. Ближайшие населённые пункты — Никулино, Заречье, Саутино.
По переписи 2002 года население — 13 человек.